# Oltre Plutone
Oltre Plutone (The Sunborn) è un romanzo di fantascienza scritto da Gregory Benford pubblicato nel 2005. Costituisce il seguito di Obiettivo Marte (The Martian Race) del 1999 ed è il secondo romanzo della serie delle Avventure di Viktor e Julia.
L'edizione italiana, pubblicata da Mondadori nella collana Urania, è del 2020. 

## Trama
Partendo da Marte, due intrepidi astronauti si dirigono verso Plutone, abitato da creature intelligenti.
Oltre alle difficoltà ambientali dovranno affrontare la concorrenza di un equipaggio rivale. Sullo sfondo del pianeta alieno i due equipaggi dovranno collaborare per poter sopravvivere e portare al compimento la loro missione.